# Sankt Ruprecht an der Raab
Sankt Ruprecht an der Raab est une commune autrichienne du district de Weiz en Styrie.